# Dena Head
Dena Nicole Head (ur. 16 sierpnia 1970 w Knoxville) – amerykańska koszykarka, występująca na pozycjach rzucającej lub niskiej skrzydłowej, multimedalistka rozmaitych imprez międzynarodowych, po zakończeniu kariery zawodniczej trenerka koszykarska.
Podczas swojej kariery występowała w Brazylii, Hiszpanii, we Włoszech, Francji, na Węgrzech.

## Osiągnięcia
Na podstawie, o ile nie zaznaczono inaczej.

### NCAA
- Mistrzyni:
  - NCAA (1989, 1991)
  - turnieju konferencji Southeastern (SEC – 1989, 1992)
  - sezonu regularnego SEC (1990)
- Uczestniczka rozgrywek:
  - Elite 8 turnieju NCAA (1989–1991)
  - Sweet 16 turnieju NCAA (1989–1992)
- Zawodniczka Roku konferencji SEC (1992)
- Najlepsza pierwszoroczna zawodniczka roku konferencji SEC (1989)
- Zaliczona do:
  - I składu:
    - Kodak All-American (1992 przez Kodaka, kapitułę Naismitha)
    - turnieju NCAA All-Regional East (1990)

### Reprezentacja
- Mistrzyni:
  - Ameryki (1993)
  - igrzysk dobrej woli (1994)
  - uniwersjady (1991)
- Brązowa medalistka mistrzostw świata (1994)[4]
- Zdobywczyni Pucharu Williama Jonesa (1992)
- Uczestniczka mistrzostw świata U–19 (1989 – 7. miejsce)[5]